# María de los Países Bajos
María de los Países Bajos (en neerlandés, Marie der Nederlanden; Wassenaar, 5 de julio de 1841 - Neuwied, 22 de junio de 1910) fue el cuarto hijo y la hija menor del príncipe Federico de los Países Bajos, y la esposa de Guillermo de Wied, quinto príncipe de Wied. Ella era la madre de Guillermo de Wied, príncipe de Albania.

## Biografía
María fue el cuarto hijo y la hija menor del príncipe Federico de los Países Bajos (1797-1881) segundo hijo del rey Guillermo I de los Países Bajos, y de su esposa, la princesa Luisa de Prusia (1808-1870), hija del rey Federico Guillermo III de Prusia y la duquesa Luisa de Mecklemburgo-Strelitz.
La princesa sufrió a una edad muy temprana de problemas de audición. Al igual que su hermana, Luisa, era considerada inteligente y con actitud real, pero más bien poco atractiva. Sus consideraciones maritales también se vieron afectadas por la considerable fortuna (enorme incluso para los estándares reales/imperiales contemporáneos) que aportaría a cualquier pareja. Sus padres esperaban casarla con el igualmente poco atractivo Alberto Eduardo, príncipe de Gales (más tarde rey Eduardo VII del Reino Unido). La madre de Eduardo, la reina Victoria, originalmente partidaria del compromiso, deshizo el plan después de conocerla y encontrarla poco atractiva. Los contemporáneos, sin embargo, elogiaron su actitud cautivadora y al mismo tiempo regia.
En octubre de 1859, el rey Leopoldo I de Bélgica envía a su hijo menor, el príncipe Felipe, conde de Flandes a la corte de La Haya con el fin de fortalecer las relaciones con los Países Bajos. En esta ocasión, Felipe se encontró con toda la familia real holandesa, incluida la princesa María, a quien ciertos periódicos apresuran - erróneamente - a pesar en un posible matrimonio con el segundo hijo del rey de los belgas.

## Matrimonio y descendencia

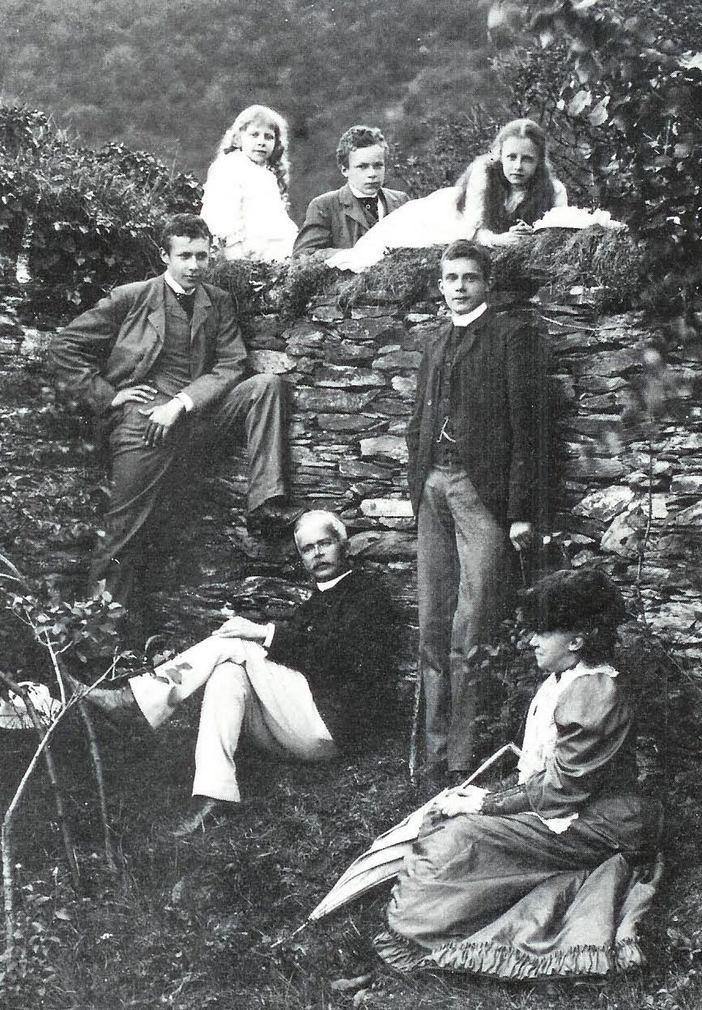
María con su familia.

María se casó a los 30 años de edad, el 18 de julio de 1871 en Wassenaar, con Guillermo de Wied (1845-1907), hijo mayor del príncipe Germán de Wied y de la princesa María de Nassau-Weilburg.
Tuvieron seis hijos:
- Federico (27 de junio de 1872 - 18 de junio de 1945), casado con la princesa Paulina de Wurtemberg (1877-1965), con descendencia.
- Alejandro (28 de mayo de 1874 - 15 de enero de 1877), murió en la infancia.
- Guillermo Federico (26 de marzo de 1876 - 18 de abril de 1945), príncipe de Albania. Casado con la princesa Sofía de Schönburg-Waldenburg (1885-1936), con descendencia.
- Víctor (7 de diciembre de 1877 - 1 de marzo de 1946), casado con la condesa Gisela de Solms-Widenfels (1891-1976), con descendencia.
- Luisa (24 de octubre de 1880 - 29 de agosto de 1965), soltera y sin descendencia.
- Isabel (28 de enero de 1883 - 14 de noviembre de 1938), soltera y sin descendencia.

María y Guillermo vivían alternativamente en Alemania en el castillo de la familia en Neuwied, en Renania, y en la finca De Paauw en Wassenaar, que María había heredado de su padre. El antiguo Pabellón de Wied en Scheveningen también pertenecía a sus posesiones.

## Sucesión al trono neerlandés
En la infancia de la princesa María, había una extensa familia Orange y el futuro de la dinastía parecía asegurado. Al final de su vida, la familia se había reducido considerablemente. Por lo tanto, la princesa vio un papel para su familia en la sucesión al trono holandés, ya que a pesar de su matrimonio, ella seguía en la línea sucesoria. Con la renovada adopción de armas y banderas de la Casa Real en 1907, también se dedicó un párrafo específico a la princesa viuda de Wied. Sin embargo, cuando la princesa murió en 1910, el futuro de la Casa de Orange estaba asegurado por la princesa Juliana (de quién fue madrina), que tenía un año en ese momento. Poco después de la muerte de María, su propiedad holandesa fue vendida.
Fue la última nieta sobreviviente del rey Guillermo I de los Países Bajos.

## Legado
En memoria de María, las calles llevan su nombre en varias ciudades holandesas. Por ejemplo, hay en Baarn, Amersfoort, Bussum y Wassenaar Marielaan y en La Haya una Mariestraat.

### Medalla
En el siglo XIX, las mujeres aún no eran aceptadas en las órdenes de los caballeros holandeses. El 19 de marzo de 1905, la reina Guillermina otorgó a su prima segunda, la única princesa de los Países Bajos en ese momento, la Gran Cruz de la Orden de Orange.

## Títulos y estilos
| ● 5 de julio de 1841-18 de julio de 1871:    | Su alteza real la princesa María de los Países Bajos, princesa de Orange-Nassau |
| ● 18 de julio de 1871-22 de octubre de 1907: | Su alteza real la princesa de Wied                                              |
| ● 22 de octubre de 1907-22 de junio de 1910: | Su alteza real la princesa viuda de Wied                                        |